# 仲間航太
仲間 航太（なかま こうた、2003年9月26日 - ）は、日本のラグビー選手。

## プロフィール
- 大阪府出身[1]。
- ポジションはスタンドオフ(SO)。
- 身長 166cm、体重 74kg
- 7人制日本代表に選ばれたことがある[2]。

## 略歴
2022年、常翔学園高校卒業後、明治大学に入る。